# (8469) 1981 TZ
(8469) 1981 TZ là một tiểu hành tinh vành đai chính. Nó được phát hiện bởi Norman G. Thomas ở Anderson Mesa Đài thiên văn Lowell south thuộc Flagstaff, Arizona, ngày 5 tháng 10 năm 1981.